# Jessie (Toy Story)
Pour les articles homonymes, voir Jessie.
 (juillet 2025).
Jessie est un personnage fictif des films Pixar Toy Story, interprété par Joan Cusack. Jessie apparaît pour la première fois dans Toy Story 2. Elle est un jouet rare inspiré du personnage de l'émission de télévision fictive Western Woody (Woody's Roundup dans la version originale) des années 1950, qui comprenait le shérif Woody, Jessie, Papi Pépite le prospecteur et Pile-Poil, le cheval de Woody.
La poupée Jessie est un personnage très similaire à celui décrit dans l'émission de télévision. Elle est enjouée, courageuse et très énergique. Elle reste cependant très sensible depuis qu'elle a été abandonnée par son propriétaire d'origine, ce qui l'a laissée quelque peu méfiante. Des années de stockage l'ont rendue quelque peu renfermée et visiblement effrayée par l'obscurité, au point d’hyper-ventiler chaque fois qu'elle se trouve dans des espaces clos sombres, ou même à l'idée d'être à nouveau abandonnée. Elle aspire cependant à nouveau à être une source de joie pour un enfant, et ce souhait se réalise à la fin de Toy Story 2 quand Andy l'accepte dans sa collection de jouets. Au début de Toy Story 3, elle montre toujours des signes d'achluophobie, ou la peur d'être entreposée et abandonnée quand elle et les jouets croient à tort qu'ils sont jetés par Andy. Cependant, tout au long du reste du film, elle semble être plus fidèle, confiante et utile aux autres, développant une relation amoureuse avec Buzz l'Éclair.
Jessie fait également une apparition dans Monsters, Inc.. C'est l'un des jouet que Bouh donne à Sulli.
En octobre 2000, Jessie a reçu le Patsy Montana Entertainer Award du National Cowgirl Museum and Hall of Fame. 

## Histoire
Le personnage apparaît pour la première fois dans le film Toy Story 2, sorti en 1999. On y découvre le personnage, son histoire et comment elle rejoint les jouets d'Andy. Jessie apparait également dans Toy Story 3, Toy Story 4 et les court-métrages Vacances à Hawaï (2011), Mini Buzz, Rex, le roi de la fête (2012), Toy Story : Angoisse au motel (2012) et Toy Story : Hors du temps (2014).

## Le personnage

### Apparence physique
Elle a les yeux verts, les cheveux roux noués en tresse, une peau en plastique pâle et un petit nez. Elle a également un ruban jaune attaché au bas de ses cheveux tressés, une chemise blanche à manches longues qui comprend un corsage et des poignets jaune vif avec des motifs rouges tourbillonnants, un jeans bleu, une paire de chaps blancs avec des taches de vache dessus, des bottes marron foncé, une ceinture assortie avec boucle dorée, un chapeau de cow-girl rouge et un cordon de serrage dans le dos avec une boucle blanche.

### Caractère
Jessie est décrite comme étant chaleureuse et débordante d'énergie. Elle est également plus libre d'esprit que Woody, qui est calme et ordonné. Elle est également légèrement garçon manqué. Dans la série télévisée fictive Western Woody, Jessie est dépeinte comme étant également pétillante, exubérante et aventureuse, aidée par des créatures des bois représentées par des marionnettes. Elle est également une yodleuse talentueuse.
Malgré l'extrême gaieté et la  personnalité ensoleillée de Jessie, elle est marquée par une peine qui la rend parfois triste et mélancolique. Elle a été abandonnée par sa première propriétaire Emilie. Elle est ensuite devenue, des années après, un jouet de collection appartenant à Al. Emballée dans une boîte en carton sombre avec Papi Pépite et Pile-Poil, elle a été définitivement marquée par la claustrophobie et la nyctophobie en conséquence, faisant des crises de panique lorsqu'elle se trouve dans des espaces confinés ou face à la menace d'être rangée ou abandonnée à nouveau. Pendant des années, elle a également été marquée par un fort sentiment de mal-aimé, qu'elle a masqué avec son extrême enjouement, qui a été apaisé après avoir été adoptée par Andy.

### Relations
Relation avec Woody
Woody et Jessie entretiennent une relation fraternelle. Depuis qu'ils se sont rencontrés dans le penthouse d'Al McWhiggin, les deux partagent un lien étroit et se soucient profondément l'un de l'autre.
Relation avec Pile-Poile
Pile-Poil et Jessie partagent une relation étroite. Les deux ne sont presque jamais vus sans que l'autre ne soit proche.
Relation avec Buzz
Ses sentiments réciproques envers Buzz ne sont suggérés qu'à la fin de Toy Story 2. Dans Toy Story 3, il est suggéré de façon plus démonstrative que Jessie et Buzz s'attirent mutuellement et ce dernier se sacrifie d'ailleurs pour la protéger de la chute d'un poste de télévision. Jessie a des sentiments forts pour Buzz et l'embrasse sur la joue après qu'il a échappé à la mort. Un peu plus tôt, dans ce même film, l'astronaute programmé en mode usine la qualifiait alors de « tentatrice » avec « un look envoûtant ». Pendant le générique de fin de Toy Story 3, les deux exécutent un paso doble. Leur relation sera cependant mise de côté dans les courts-métrages afin de laisser la place à de nouveaux personnages et de nouvelles intrigues.

## Interprètes

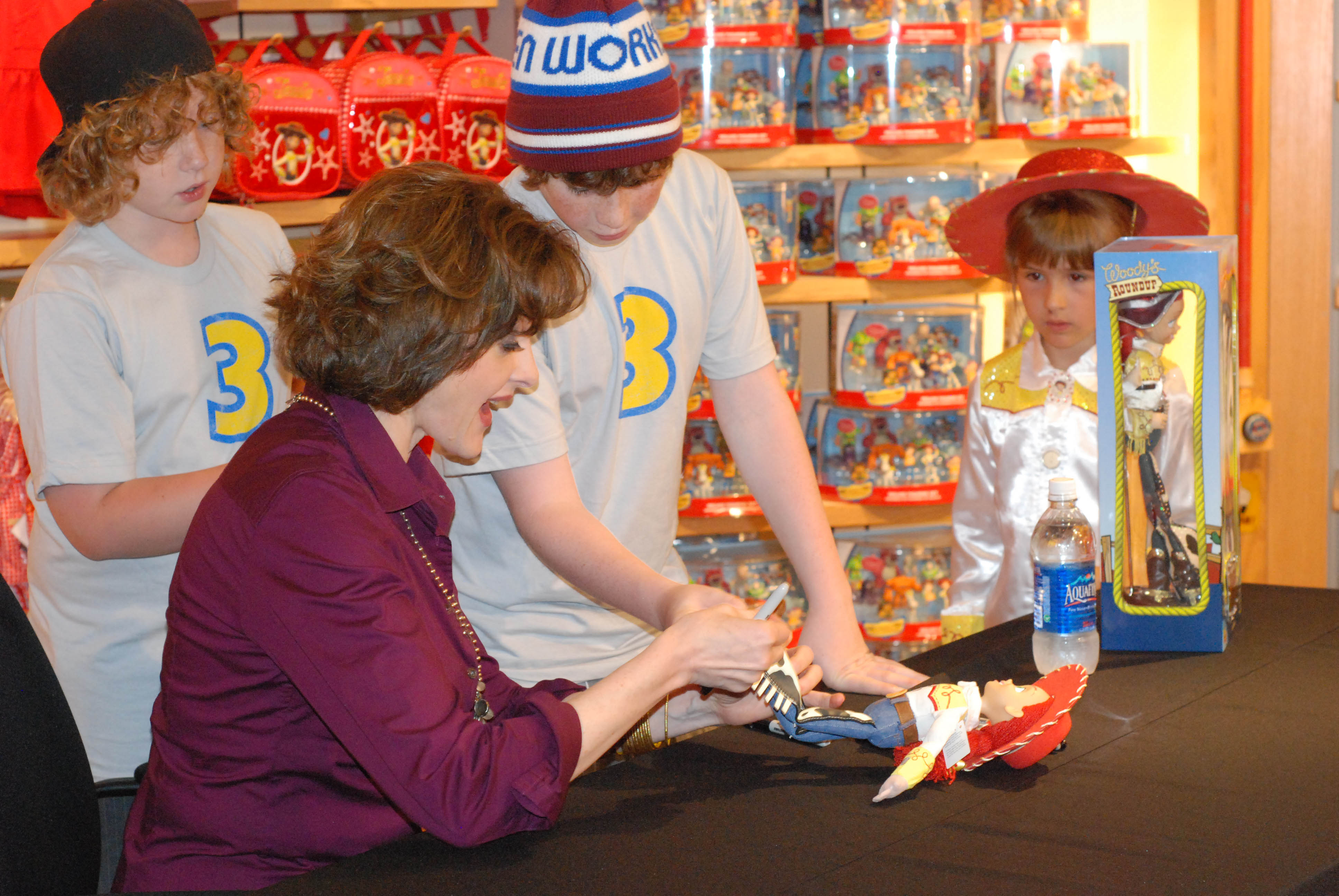
Joan Cusack dédicaçant une poupée Jessie en 2010.

- Voix originale : Joan Cusack (yodel : Mary Kay Bergman)
- Voix espagnole : Nuria Trifol
- Voix flamande : Ann Van den Broeck
- Voix française : Barbara Tissier
- Voix hindi : Anushka Sharma
- Voix italienne : Ilaria Stagni
- Voix néerlandaise : Angélique de Bruijne (yodel : Plien van Bennekom)
- Voix québécoise : Violette Chauveau

## Chansons interprétées par Jessie
- Quand elle m'aimait ou Du temps qu'elle m'aimait au Québec, dans Toy Story 2 interprété par Sarah McLachlan en version originale.